# Вила-и-Касаньяс, Жозеп
Жозеп Вила-и-Касаньяс (кат. Josep Vila i Casañas; род. 1966, Сабадаль) — испанский дирижёр и композитор.
Учился музыке в консерваториях Сабадаля и Бадалоны, изучал дирижирование в Барселонской консерватории у Сальвадора Маса, в 1995—1996 гг. завершал профессиональное формирование в Швеции. Основал (1990) в Сабадале хор «Lieder Саmera» и является его бессменным руководителем. В 1991—1995 гг. был главным дирижёром барселонского хора «Coral Саrmina», основанного Хорди Касасом. С 1998 г. возглавляет барселонский хор «Каталанский Орфей».